# V1013 Геркулеса
V1013 Геркулеса (лат. V1013 Herculis) — одиночная переменная звезда в созвездии Геркулеса на расстоянии приблизительно 11243 световых лет (около 3447 парсек) от Солнца. Видимая звёздная величина звезды — от +13,6m до +12,6m.
Открыта Кристофером Ллойдом, Клаусом Бернхардом, Петером Франком и Вольфгангом Мошнером в 1999 году*.

## Характеристики
V1013 Геркулеса — жёлто-белая пульсирующая переменная звезда типа RR Лиры (RRAB) спектрального класса F. Радиус — около 6,32 солнечного, светимость — около 50,254 солнечной. Эффективная температура — около 5924 K.